# Cunera de Rhenen
Cunera de Rhenen (muerte el 28 de octubre de 340), también llamada Santa Kunera, fue una de las once mil vírgenes que acompañó a Santa Úrsula a su peregrinación hacia Roma y rescatada de la masacre en Colonia. Es mencionada por primera vez en el siglo XI, como patrona de la ciudad de Rhenen en Países Bajos.

## Vida
Según la leyenda del siglo XIV, sólo una virgen sobrevivió a la masacre cuando Santa Úrsula y sus once mil vírgenes fueron martirizadas en Colonia, Alemania, por los hunos durante el siglo IV. Su nombre era Cunera, una princesa de las Islas Orcadas, aunque otros historiadores la señalan como una princesa de la región de York. Cuando sus compañeras recibían el martirio, el rey Radbod de Frisia (otras fuentes lo señalan como el Rey del Rin, quizás confundiendo el lugar con Rhenen) la secuestro debido a su belleza, quien la llevó a su palacio. Allí Cunera vivió virtuosamente, ganándose a su vez la profunda gratitud y cariño de la gente por su bondad y cuidado de los pobres. Se ganó el apoyo y aprecio del Rey, quien le confió la llave de sus bodegas. Esto despertó los celos de la esposa del rey, quien en sus inicios empezó hablando mal de ella al monarca, el cual no le creyó. Fue entonces mientras el Rey salía a cazar, Cunera fue estrangulada por la Reina, mediante un pañuelo. El cuerpo de Cunera fue enterrado en secreto en un establo. El crimen fue descubierto milagrosamente gracias a uno de los caballos del rey, quien se negó a entrar al establo en donde Cunera yacía muerta. Su cuerpo fue encontrado por el monarca después de que su mozo la encontrara aún con el pañuelo alrededor de su cuello. La reina al enterarse se volvió loca y se suicidó tirándose por un acantilado. Su chambelán, que la había ayudado en el asesinato, fue decapitado. Tras su muerte, Cunera provocó muchas curaciones y rescates de ahogamientos. Su fiesta se celebró en un inicio el 28 de octubre, pero después del traslado de sus reliquias paso al 12 de junio.

## Controversia
Las versiones latina y holandesa de la leyenda de Cunera datan de los siglos XIV y XV. No se pueden determinar los acontecimientos históricos que subyacen a la leyenda. Al igual que el de Úrsula, hay que dudar de la historicidad de Cunera. A finales del siglo XV, el rey fue identificado como Radbod, rey de los frisones (fallecido en 719), quien se suponía había ayudado a los hunos en el asedio de Colonia, dejando en duda el porque él la salvaría de la masacre. En tratados genealógicos ficticios, su nieto y tocayo Radbod estaba casado con Amarra, princesa de Hungría (la tierra de los hunos). La ficción reciente le ha dado el nombre de Adelgonde.
Esto no impidió, sin embargo, la difusión de su culto, situado en varios lugares de Utrecht , del que existen vestigios históricos: en el siglo XII, el caso de una mujer de Rhenen, una tal Adelheid, que juró sobre el reliquias de la santa, y en el siglo XV se relata el caso de una mujer francesa curada de viruela gracias a su intercesión.

## Veneración
Se dice que el obispo de Utrecht, San Willibrord (m. 739), Tres siglos después de su muerte, pidió canonizar a Cunera y enterrarla en la iglesia de Rhenen. Entonces se inició una importante peregrinación a Rhenen, también vinculada a la celebración del mercado anual o feria de caballos. Esto motivó la advocación de la Petruskerk a este personaje y, posteriormente, la nueva construcción de la iglesia y su campanario dedicado a Cunera. Posteriormente, la iglesia fue reemplazada por la actual Iglesia de Cunera y la Torre de Cunera (terminada en 1531). Como resultado de la Reforma Protestante en 1580 la iglesia de Cunera fue despojada de sus imágenes de santos. Las reliquias de Cunera fueron trasladadas a Emmerich en el ducado de Cleves y a Bedaf en Uden. El pañuelo, wurgdoek o dwale con el que fue estrangulada se conserva ahora en el Museo Catharijneconvent. Las investigaciones científicas han demostrado que se trata de una tela del siglo V, tejida con lino copto. La fiesta de Cunera se celebra el 12 de junio.